# Ascouracaridae
Ascouracaridae — родина саркоптиформних кліщів надродини Pterolichoidea. Живуть в шкірі птахів.

## Роди
- Ascogastra
- Ascouracarus
- Cystoidosoma
- Gallilichus
- Orphanacarus
- Pyonacarus
- Vassilevascus